# جزيرة سكاي
جزيرة سكاي هي أكبر الجزر الداخلية لمنطقة اسكتلندا شمال بريطانيا ورابع أكبر الجزر البريطانية. وسط الجزيرة هو منطقة جبلية تملؤها المنحدرات الصخريَّة، وتتشعَّب منها بضعة شبه جزرٍ تنتشر في مختلف الاتّجاهات. تقول بعض الفرضيَّات أن اسم الجزيرة الغيلي «سايتنيناتش» (بالغيلية: Sgitheanach) يعني الشكل المُجنَّح، تيمناً بشكلها، إلا أنه ما من اتّفاقٍ سائدٍ بين الباحثين حول هذا الأمر .

## تاريخ
سكنت جزيرة سكاي منذ العصر الحجري الوسطي، وقد حكمها النورديون خلال فترة من تاريخها، كما سيطرت عليها عشيرتا ماكلويد ودونالد لفترةٍ طويلة. وقد أدت نهضات جاكوبايت في القرن الثامن عشر إلى انهيار نظام العشائر، كما أنَّ التخفيضات الكبيرة تسبَّبت بتحوُّل مدن كاملة في الجزيرة إلى تربية الخراف لكسب الرِّزق، وشهدت الفترة نفسها هجراتٍ كبيرةٍ إلى بلادٍ بعيدة. انخفض عدد سكان الجزيرة من أكثر من 20,000 نسمة في مطلع القرن التاسع عشر إلى أقلَّ من 9,000 بحلول نهاية القرن العشرين، ثم عاد وارتفع بنسبة 4% بين عامي 1991 و2001. وفي بداية القرن الواحد والشعرين كان نحو ثلث السكان من الناطقين باللغة الغيلية، ومع أن أعدادهم في تناقصٍ حالياً إلا أن الجزيرة لا زالت محافظةً على ثقافتها الأصلية إلى حدٍّ ما.

## اقتصاد
الأنشطة الاقتصادية الأساسية لسكان جزيرة سكاي هي السياحة والزراعة وصيد السمك وتقطير الويسكي. تتبع الجزيرة سلطة حكومة مجلس هايلاند، وأكبر مدنها بالوقت الحاضر هي ميناء بورتري. تربط العبَّارات الجزيرة بعددٍ من الجزر الأخرى القريبة، كما أصبحت ترتبط منذ سنة 1995 بجسر مع بر اسكلتندا. المناخ السَّائد في المنطقة معتدل ورطب وشديد الرِّياح. وفيها أشكال متنوّعة من الحياة البرية، تشمل النسر الذهبي والأيل الأحمر والسلمون الأطلسي، وأما النباتات فيسود بينها الخلنج، كما تقطن المياه الإقليمية للجزيرة الكثير من اللافقاريات. كانت جزيرة سكاي موقعاً لأحداث العديد من الروايات والأفلام، وموضوعاً للكثير من الأغاني والأشعار.

## التطورات السياحية والثقافية الحديثة
شهدت جزيرة سكاي خلال السنوات الأخيرة ارتفاعًا ملحوظًا في عدد الزوار، حيث تجاوز عددهم 300,000 زائر في عام 2024، بزيادة قدرها 9٪ عن العام السابق، مدفوعًا بشعبية مواقعها الطبيعية التي ظهرت في أفلام مثل ماكبث والمتحولون، وأعمال موسيقية لفنانين عالميين مثل هاري ستايلز. استجابة لذلك، جرى تطوير البنية التحتية السياحية، بما في ذلك افتتاح مركز زوار جديد، وتوسعة مواقف السيارات، وتوفير نقاط شحن للمركبات الكهربائية.
وتستضيف الجزيرة سنويًا فعاليات ثقافية متنوّعة، من أبرزها مهرجان “سكاي لايف” في مدينة بورتري، الذي يدمج الموسيقى الغيلية التقليدية والمعاصرة في أجواء طبيعية مفتوحة، مما يساهم في تعزيز المشهد الفني المحلي.
كما تضم الجزيرة قلعة أرمديل في الجنوب، والتي تحتضن “متحف الجزر”، حيث تُعرض مراحل من تاريخ عشيرة دونالد، مرورًا بعصور ما قبل التاريخ وحتى الهجرة إلى أمريكا الشمالية.
ومع تزايد شعبية المواقع الطبيعية مثل “برك الجنيات”، اتخذت السلطات خطوات لحماية البيئة، شملت إنشاء مرافق جديدة وخطط صيانة تهدف إلى تقليل التأثير البيئي المرتبط بازدياد أعداد الزوار.

## طقس

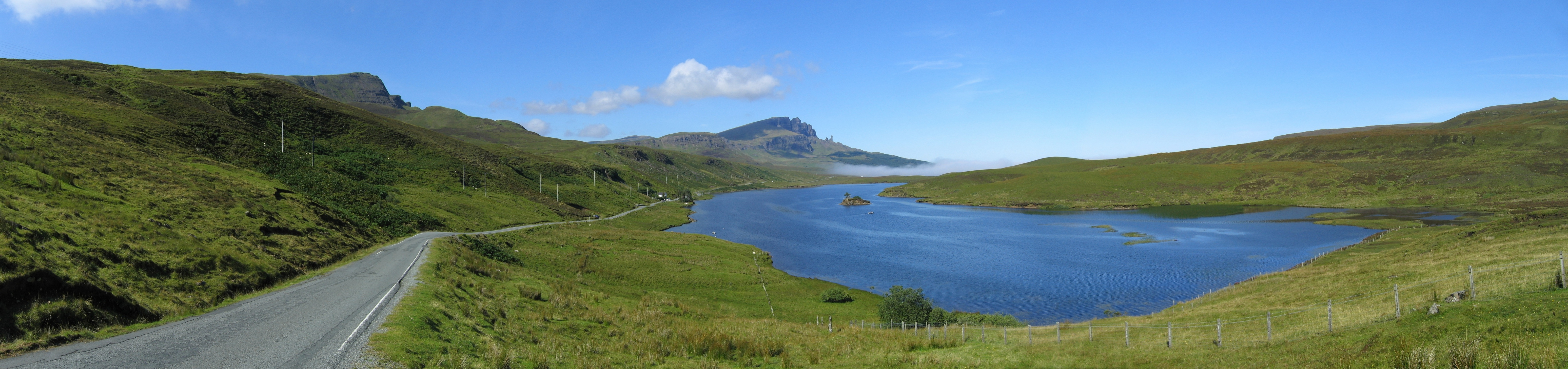
لوخ فادا في سكاي

| البيانات المناخية لـدونتولم،سكاي  | البيانات المناخية لـدونتولم،سكاي | البيانات المناخية لـدونتولم،سكاي | البيانات المناخية لـدونتولم،سكاي | البيانات المناخية لـدونتولم،سكاي | البيانات المناخية لـدونتولم،سكاي | البيانات المناخية لـدونتولم،سكاي | البيانات المناخية لـدونتولم،سكاي | البيانات المناخية لـدونتولم،سكاي | البيانات المناخية لـدونتولم،سكاي | البيانات المناخية لـدونتولم،سكاي | البيانات المناخية لـدونتولم،سكاي | البيانات المناخية لـدونتولم،سكاي | البيانات المناخية لـدونتولم،سكاي |
| الشهر                             | يناير                            | فبراير                           | مارس                             | أبريل                            | مايو                             | يونيو                            | يوليو                            | أغسطس                            | سبتمبر                           | أكتوبر                           | نوفمبر                           | ديسمبر                           | المعدل السنوي                    |
| --------------------------------- | -------------------------------- | -------------------------------- | -------------------------------- | -------------------------------- | -------------------------------- | -------------------------------- | -------------------------------- | -------------------------------- | -------------------------------- | -------------------------------- | -------------------------------- | -------------------------------- | -------------------------------- |
| متوسط درجة الحرارة الكبرى °م (°ف) | 6.5 (43.7)                       | 6.6 (43.9)                       | 8.1 (46.6)                       | 9.6 (49.3)                       | 12.4 (54.3)                      | 14.3 (57.7)                      | 15.4 (59.7)                      | 15.7 (60.3)                      | 14.2 (57.6)                      | 11.5 (52.7)                      | 9.1 (48.4)                       | 7.6 (45.7)                       | 10.9 (51.6)                      |
| متوسط درجة الحرارة الصغرى °م (°ف) | 2.4 (36.3)                       | 2.2 (36.0)                       | 3.3 (37.9)                       | 4.3 (39.7)                       | 6.5 (43.7)                       | 8.7 (47.7)                       | 10.4 (50.7)                      | 10.7 (51.3)                      | 9.4 (48.9)                       | 7.2 (45.0)                       | 5.1 (41.2)                       | 3.6 (38.5)                       | 6.2 (43.2)                       |
| الهطول مم (إنش)                   | 148 (5.84)                       | 100 (3.93)                       | 82 (3.24)                        | 86 (3.40)                        | 73 (2.87)                        | 85 (3.35)                        | 97 (3.83)                        | 112 (4.41)                       | 128 (5.05)                       | 152 (6.00)                       | 143 (5.63)                       | 142 (5.58)                       | 1٬350 (53.13)                    |
| المصدر: Cooper (1983)             |                                  |                                  |                                  |                                  |                                  |                                  |                                  |                                  |                                  |                                  |                                  |                                  |                                  |